# Ripiphorus popenoei
Ripiphorus popenoei is een keversoort uit de familie waaierkevers (Rhipiphoridae). De wetenschappelijke naam van de soort is voor het eerst geldig gepubliceerd in 1880 door LeConte.